# Хариджиты
Хариджи́ты (араб. الخوارج‎, от خَارِجِيّ‎ — «еретик», «раскольник», «сепаратист»), самоназвание — аш-Шурат (араб. الشراة‎ —  меняющиеся‎) — исламское религиозно-политическое течение, возникшее в ходе Первой фитны (656—661). Первоначально наименование «хариджиты» взяли бывшие сторонники праведного халифа Али, которые в 657 году восстали из-за недовольства его решением провести третейский суд после безрезультатной Сиффинской битвы против основного претендента на халифат Муавии. Согласно хариджитам, судить смертных позволено лишь Богу. Это утверждение в дальнейшем стало их боевым девизом. Али разгромил мятежников в битве при Нахраване год спустя, но течение продолжило своё существование, и в 661 году Али убил Абдуррахман ибн Мулджам, которого принято считать одним из последователей движения.

## Этимология
Термин «аль-хава́ридж» использовался как экзоним для обозначения группы людей, которые покинули армию четвёртого праведного халифа Али ибн Абу Талиба во время первой мусульманской гражданской войны. Арабское слово «الخوارج» означает «вышедшие, возмутившиеся, мятежники» и происходит от слова «араб. خرج‎ —  выходить‎». Во множественном числе этот термин звучит как «аль-хавариджи», однако в литературе укрепилось название «хариджиты». Самоназванием же группировки было слово «аш-Шурат», «الشراة», то есть «меняющиеся». Они понимали это слово в контексте исламского священного писания и традиционной исламской философии: «те, кто променял земную жизнь на жизнь с Богом».

## Предводители и лидеры хариджитов
Первыми предводителями хариджитов являются «мухаккимиты», которые выступили против халифа Али, когда он принял решение назначить двух судей для урегулирования конфликта и обсуждения условий мирного соглашения с Муавией. Хариджиты собрались в местности Харура вблизи города Куфа, их руководителями были ‘Абдуллах ибн аль-Кавва аль-Яшкури ат-Тамими, ‘Итаб ибн аль-А’ур, ‘Абдуллах ибн Вахб ар-Расиби, Урва ибн Худайр, Язид ибн Абу ‘Асим аль-Мухариби и Харкус ибн Зухайр, известный по прозвищу Зу-с-Судайя.
Среди них также находился ‘Абдур-Рахман ибн Мульджам, который впоследствии убил Али, когда тот совершал утреннюю молитву (это был человек, о котором говорил сам ‘Умар ибн аль-Хаттаб. Аз-Захаби в «аль-Мизан» рассказывал о нём: «Он был усердным в поклонении и покорным Аллаху, но имел дурной конец, ибо он убил повелителя правоверных ‘Али ибн Абу Талиба, желая приблизиться к Аллаху пролитием его крови!»).
Главой иракских хариджитов был Нафи’ ибн аль-Азрак, а самыми свирепыми в своём мятеже против ‘Али были хариджиты Ямамы, во главе которых стояли Наджда ибн ‘Амир, аль-Аш’ас ибн Кайс, Мисар ибн Фадаки ат-Тамими и Зайд ибн Хусайн ат-Таи.

## Вероубеждение
Религиозные взгляды хариджитов в основном совпадают со взглядами суннитов. Но хариджиты признавали законными только двух первых халифов — Абу Бакра и Умара ибн аль-Хаттаба, не признавая Усмана ибн Аффана, Али и всех остальных (Омейядов, Аббасидов и др.).
Основным пунктом учения было признание равенства всех мусульман (арабов и неарабов) внутри уммы. Во взгляде на халифат считают, что халиф должен быть выборным и обладать только исполнительной властью, а судебная и законодательная власть должна быть у совета (шура). Проповедовали идею множественности халифов.
Выработали представления о малом и большом грехе. По их мнению, мусульманин, совершивший большой грех, выводится из ислама и приравнивается к неверному. Также хариджиты внесли в исламское богословие постулат о бесполезности веры без её подкрепления благочестивыми поступками.

## История движения

### Возникновение

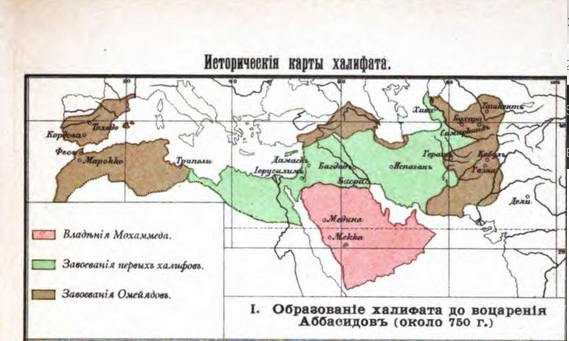
Около 750 года. Карта А. Е. Крымского

Хариджиты возникли в период ранней исламской истории, когда из-за масштабных завоеваний в Праведном халифате обострилась борьба за власть. Они стали первым в истории течением, представители которого открыло объявили о неповиновении халифам. Эпохой их становления стала первая мусульманская гражданская война, получившая наименование «Первая фитна» (дословно — «Смута»), масштабный конфликт в основном между четвёртым «праведным халифом» Али ибн Абу Талибом и восставшим наместником Сирии Муавией ибн Абу Суфьяном, ставшей следствием убийства третьего халифа, Усмана ибн Аффана.
Избрание халифом Усмана ибн Аффана было сюрпризом для многих жителей халифата, так как он был слабохарактерным человеком, которого многие подозревали в трусости. Но в то же время он был очень богат и заработал значительные суммы. Хотя Усман был верным спутником Мухаммеда со времён Мекки и был предан делу ислама, он происходил из клана Омейядов племени Курайш — группы мекканских семей, к которым принадлежали сам Мухаммед и большинство его выдающихся мекканских спутников. Омейяды были ярыми противниками Мухаммеда во время начала его служения и приняли ислам только после завоевания Мекки в 629/30 году, ближе к его смерти. Мухаммед, а затем Абу Бакр и Умар долгое время пытались склонить Омейядов на свою сторону и включить их в новый порядок, награждая их подарками и важными должностями. Придя к власти, он стал раздавать почётные титулы и владения не ансарам, сподвижникам и завоевателям, а своим родственникам-Омейядам. Помимо непотизма и фаворитизма своих высот в годы его правления достигла коррупция. Кроме того, Усман активно вмешивался во внутренние дела провинций, что в конце концов привело к тому, что большая часть населения халифата воспротивилась его правлению. Египтяне и иракцы осадили халифа в его доме и после череды событий убили. Это событие, ровно как и возведение в сан халифа Али ибн Абу Талиба, вызвало начало гражданской войны. Первыми против Али выступили вдова Мухаммеда Аиша и сподвижники под командованием Тальхи и Зубайра. Они считали избрание недействительным из-за участия в нём убийц Усмана. В ноябре 656 года Али разгромил их в «Верблюжьей битве». Позже Али осудил наместник Сирии и родственник Усмана Муавия из Омейядов. Он выступил против него, считая, что Али покрывает убийц в лагере, а также что Али соучаствовал в убийстве халифа Усмана (хотя известно, что его сын Хасан оборонял халифа и даже мог быть ранен в ходе осады). Две армии столкнулись при Сиффине. Битва вскоре зашла в тупик, но Муавия находился на грани разгрома и, нацепив на копья мусхафы, предложил заключить перемирие. Коранисты в армии Али оценили этот жест, восприняв его как обращение к воли Бога, и потребовали от Али прекращения сражения. Вначале он отказался, но под давлением и угрозами применения силы со стороны иракцев из эль-Куфы (известных как «курра», то есть «чтецы Корана») уступил. Был создан арбитражный комитет, состоящий из представителей Али и Муавии, которому было поручено разрешить спор в соответствии с Кораном и Сунной. Хотя большая часть армии Али приняла соглашение, одна группа шиитов, в которую входили многие представители племени Бану Тамим, решительно возражала против арбитража.
Когда Али возвращался в свою столицу, недовольство началом арбитража в армии усилилось и вырвалось наружу. Группа раскольников численностью до 12 тысяч человек отделилась от армии, поселившись в Харуре недалеко от эль-Куфы, благодаря чему получили своё первое прозвище — «харуриты». Члены группы считали, что Усман был убит вполне заслуженно из-за кумовства, а не правления в соответствии с шариатом, и считали Али законным халифом, а Муавию — мятежником, заслуживающим кары. Они указывали на один из аятов Корана, говорящий о том, что с мятежником нельзя заключать арбитраж и что с ним следует бороться пока он не признает свою вину: «Если две группы верующих сражаются между собой, то примирите их. Если же одна из них притесняет на другую, то сражайтесь против той, которая притесняет, пока она не вернется к повелению Аллаха. Когда же она вернется, то примирите их по справедливости и будьте беспристрастны. Воистину, Аллах любит беспристрастных». В связи с этим они отказались от поддержки Али, считая, что согласившись на арбитраж он пошёл против Бога и священной книги, поскольку отверг «единственно верный божий суд» и попытался поставить себя и человеческое суждение выше воли Аллаха, что привело к появлению в рядах хариджитов девиза «Судить дозволено лишь Богу». Так как они стали первым течением, поставившим это в абсолют, в мусульманских рядах они получили прозвище «Мухаккимиты». Через некоторое время Али посетил Харуру и, убедив перебежчиков отказаться от протеста, вернулся в столицу. По данным Абу Михнафа, они согласились вернуться при условии, что через полгода война с Муавией будет возобновлена, а сам Али при этом признает свою ошибку.

#### Битва при Нахраване и убийство Али ибн Абу Талиба

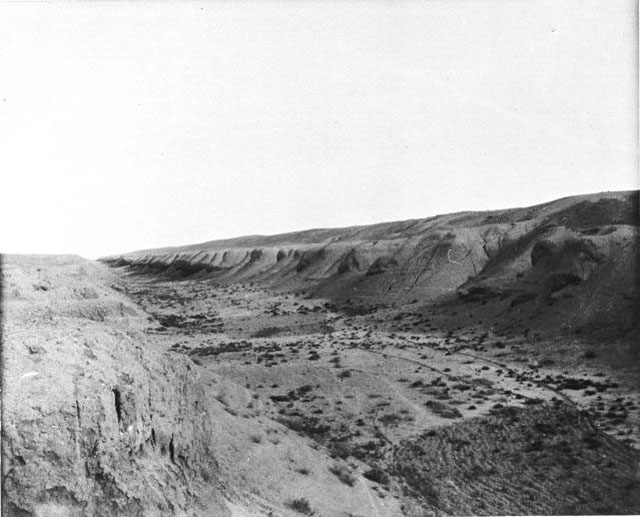
Канал Нахраван, 1909 год

Отказавшись денонсировать арбитражное разбирательство, Али в марте 658 года отправил делегацию во главе с Абу Мусой аль-Ашари для проведения переговоров. Мятежники же выбрали своим халифом благочестивого Абдаллаха ибн Вахба ар-Расиби. В связи с этим раскольники решили окончательно оставить халифа и, чтобы избежать обнаружения, разделились на небольшие группы и направились к Нахраванскому каналу на восточном берегу Тигра. Попутно к ним присоединились ещё около 500 человек из Басры. Именно тогда они получили своё прозвище — «хариджиты», то есть «вышедшие, возмутившиеся, мятежники». После прибытия пополнения из Басры мятежники объявили Али незаконным правителем и вероотступником. В историографии считается, после этого они убили нескольких его сторонников.

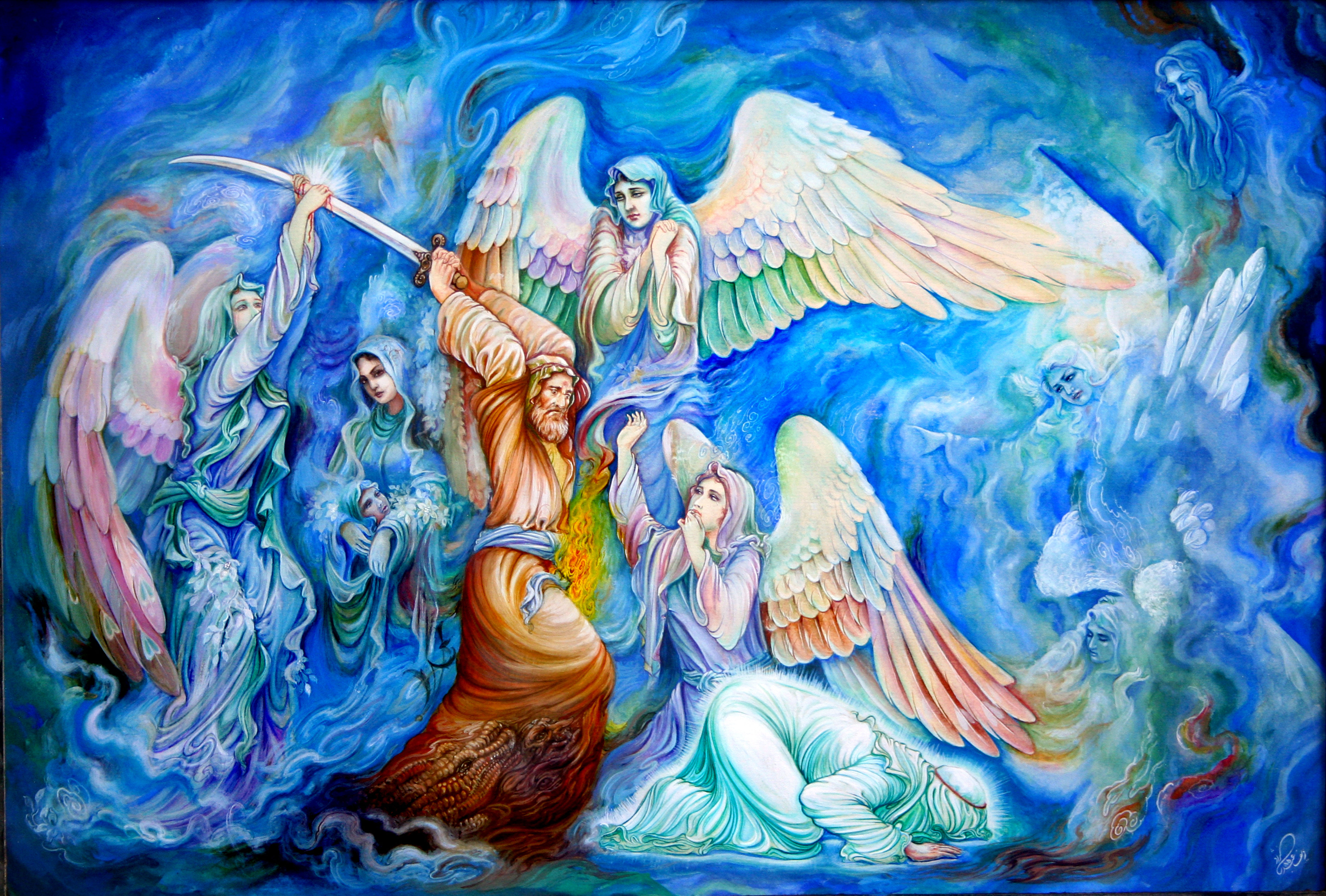
День мученической смерти Имама Али. Юсеф Абдинеджад, современный иранский художник

Арбитраж тем временем пришёл к выводу, что повстанцы убили Усмана незаконно. По ряду существенных вопросов же согласия достигнуть и вовсе не удалось, в связи чем судебный процесс развалился. Али же осудил поведение как своего посла Абу Мусы, так и поведение главного арбитра со стороны Али Амра ибн аль-Аса как не соответствующее Корану и сунне и призвал сторонников к возобновлению боевых действий. Он вновь пригласил хариджитов составить ему компанию в бою с врагом. Они согласились прийти только при условии, что Али покается в содеянном и признает арбитраж ошибкой и действием против Бога. Али отказался и, не видя возможности заключить мир, отправился в Сирию без них. Но по дороге он получил вести об убийстве мирных жителей, а затем и своего посланника, отправленного для расследования произошедшего. Его последователи, опасавшиеся за свои семьи и имущество в Куфе призвали Али разобраться с хариджитами перед наступлением на Муавию. Али согласился и направился к ним. Когда хариджиты отказались выдать убийц, люди Али атаковали врага и нанесли ему тяжёлое поражение при Нахраване в июле 658 года, убив халифа[какого?], большинство его сторонников, и около 2400 человек, а ещё 400 ранив и/или взяв в плен. Это событие лишь закрепило раскол, и мятежники по всему халифату продолжили свои восстания против халифа. Уже в годы правления Али халифату пришлось подавить 5 восстаний, в каждом из которых участвовало до 200 человек. Хариджиты настолько яро призывали к мести, что в конце концов один из них убил Али 26 января 661 года в мечети Эль-Куфы.

### При власти Муавии
В августе 661 года приходом к власти исконного врага движения, Муавии ибн Абу Суфьяна, закончилась первая фитна. Это событие послужило поводом для нового восстания хариджитов против власти халифов. В строй вернулись и те хариджиты, которые не захотели сражаться с Али при Нахраване и покинули своих лидеров. Под руководством своего нового лидера, Фарва ибн Нафвала аль-Ашджаи из племени Бану Мурра, около 500 человек напали на лагерь Муавии в небольшом местечке недалеко от Эль-Куфы, где Муавия принимал присягу от жителей последней. Последовала битва, в которой хариджитам удалось отбить первую из атак подчинённых Муавии, однако в конце концов битва закончилась не в их пользу: большинство мятежников сложили здесь свои головы. В дальнейшем состоялось ещё 7 восстаний, в которых участвовало меньшее число людей, — от 20 до 400 человек. Их подавил наместник Куфы Аль-Мугира ибн Шуба. Наиболее известным из них стало восстание признанного хариджитами халифом в 663 году Муставрида ибн Уллафы, который с отрядом последователей численностью около 300 человек выдвинулся из Эль-Куфы в Бехрасир. Там его встретил заместитель наместника, которому Муставрида предложил отречься от Усмана и Муавии и осудить их как «привнёсших новшества в религию и отрицавших священную книгу». Когда он отказался, халиф хариджитов вместо того, чтобы дать противнику прямой бой, решил первоначально истощить и раздробить силы противника, вынудив их броситься за мятежниками в погоню. Хотя Муставрид смог противостоять этому небольшому отряду, он снова бежал в сторону Эль-Куфы, когда прибыла основная часть войск суннитов под командованием Макиля ибн Кайса. Однако хариджитам удалось обойти авангард противника, численностью в 600 человек, и нанести неожиданный удар по основным силам, разбив их. Однако авангард успел вернуться и нанести удар противнику с тыла. В последовавшей сече почти всех мятежников перебили.
Около 663 года куфийский хариджизм был де-факто уничтожен. Лишь в 678 году произошло небольшое восстание последователей Муставрида, которое было легко подавлено.

### Дальнейшее развитие
Учение стремительно идеализировалось и радикализировалось. Так, уже в 80-е г. VII в. в Ираке выделилось крыло азракитов, а в восточной Аравии — надждитов. В 20-е г. VIII века в Аравии оформились течения ибадитов и байхаситов, а на территории современного Афганистана — аджрадитов, от которых откололись впоследствии саалабиты. По теологическим мотивам группировки дробились и далее, так что в X веке в разных регионах Халифата существовало около двадцати хариджитских общин.
Единодушно выступая против власти халифов, хариджитские группировки соперничали между собой в теологических вопросах, что не позволило им стать единым оппозиционным движением. Признание неверными всех остальных течений, кроме своего, исключало любые переговоры. Жестокость, с которой хариджиты вели боевые действия, отпугивала от них местное население. Однако для войск в правительственном стане хариджиты не являлись врагами ислама и потому могли находить (и регулярно находили) сочувствие.
Движение хариджитов в 680 / 690-е сопровождалось военными успехами. Наступление азракитов было остановлено только ал-Мухаллабом ибн Абу Суфром в битве под Рамхурмузом. Однако даже после этой победы весь Южный Иран к востоку от Казеруна оставался подконтролен азракитам. Так, отряды Катари ибн аль-Фуджа'а аль-Мазини действовали в Южном Иране до 697 г. н. э., а окончательно были разбиты только в 699-м. Параллельно с азракитам в Северный Ирак в конце лета 695 года н. э. вторглись отряды суфритов под командованием Шабиба ибн Йазида, которые были выбиты только в марте 697 г. н. э.
Поражение двух крупнейших и радикальнейших хариджитских мятежей не стало концом движения. Боевые отряды ибадитов действовали в Аравии вплоть до Третьей фитны, где в 747 г. н. э. захватили Мекку и были выбиты лишь в 748 г. Это обстоятельство отвлекало крупные войсковые формирования из Хорасана, где начиналось выступление Аббасидов, и сыграло определённую роль в успешном для них исходе гражданской войны.
В настоящее время ибадиты («умеренные» хариджиты) составляют большинство населения в Омане.

## Секты
По аш-Шахрастани:
- Мухаккимиты
- Азракиты были одной из наиболее радикальных сект хариджизма. Они считали своим врагом любого, кто отклонялся от их собственного учения.
- Надждиты
- Байхаситы — ’ауниты — асхаб ат-тафсир — асхаб ас-суал
- Аджрадиты — салтиты — маймуниты — хамзиты — халафиты — атрафиты — шуайбиты — хазимиты
- Саалабиты — ахнаситы — мабадиты — рушайдиты — шайбаниты — ма’лумиты и маджхулиты — бид’иты
- Ибадиты — хафситы — хариситы — язидиты образовались после заключения частью хариджитов компромисса с Омейядами, что гарантировало им последующую безопасность. В настоящее время являются наиболее многочисленной хариджитской сектой.
- Суфриты-зиядиты были относительно умеренной сектой, которая переняла у шиитов принцип такия. Они могли скрывать свои убеждения для собственной безопасности, что способствовало их постепенному сближению с ибадитами.

## Хариджитские авторитеты
- Среди ранних хариджитов: Икрима, Абу Харун аль-Абди, Абу аш-Шаса Исмаил ибн Сами.
- Среди поздних хариджитов: аль-Яман ибн Рибаб (саалабит, затем байхасит), Абдуллах ибн Язид, Мухаммад ибн Харб, Яхья ибн Камиль (ибадит).
- Хариджитские поэты: Имран ибн Хиттан, Хабиб ибн Мурра — товарищ ад-Даххака ибн Кайса, Абу Марван Гайлан ибн Муслим, Мухаммад ибн Иса Бургус, Абу-ль-Хусейн Кульсум ибн Хабиб аль-Мухаллаби, Абу Бакр Мухаммад ибн Абдуллах ибн Шабиб аль-Басри, Али ибн Хармала, Салих Кубба ибн Сабих (Субайх?) ибн Амр, Мувайс (Му’нис?) ибн Имран аль-Басри, Абу Абдуллах ибн Маслама, Абу Абду-р-Рахман ибн Маслама, аль-Фадль ибн Иса ар-Ракаши, Абу Закария Яхья ибн Асфах, Абу-ль-Хусейн Мухаммад ибн Муслим ас-Салихи, Абу Мухаммад Абдуллах ибн Мухаммад ибн аль-Хасан аль-Халиди, Мухаммад ибн Садака, Абу-ль-Хусейн Али ибн Зайд аль-Ибади, Абу Абдуллах Мухаммад ибн Каррам, Кульсум ибн Хабиб аль-Муради аль-Басри.

## Перечень некоторых трудов, посвящённых критике хариджизма
Из авторов, написавших книги об этой группе, можно упомянуть следующих:
- Абу Михнаф Лут ибн Яхья; Ибн Джарир ат-Табари в книге «ат-Тарих» привёл сокращенную версию его книги.
- аль-Хайсам ибн ‘Адий;
- Мухаммад ибн Кудама аль-Джаухари. Он написал о них книгу с подробным содержанием.
- Абуль-Аббас ибн аль-Мубаррад, собрал предания относительно хариджитов в своём труде «аль-Камиль». В отличие от вышеупомянутых авторов, он привел предания без иснада.
- Абу аль-Фатх Мухаммад ибн Абд аль-Карим аш-Шахрастани, в книге «аль-Милаль уа ан-нихаль».
- Абу Мансур Абд аль-Кахир аль-Багдади, в книге «аль-Фарк байналь-фирак».

### Комментарии
1. ↑  «Религия пророка Мусы (мир ему) разделилась на 71 течение, религия пророка Исы (мир ему) разделилась на 72 течения, а моя разделится на 73 течения, и только одно из них будет на верном пути». У данного хадиса есть много различных вариантов прочтения и перевода[16]:82.
2. ↑  Исторически термин «фитна» обозначает гражданскую войну или восстание, которое приводит или потенциально может привести к расколу единой мусульманской общины и всего ислама[29].
3. ↑  Принадлежность Абдуррахмана ибн Мулджама к ранним хариджитам является господствующим в науке мнением[63][64]. В то же время современные ибадиты считают, что он не был связан с ними, а само убийство Али является его личным решением, о котором лидеры мухаккимитов (ранних хариджитов) не были проинформированы и к которому не имели отношения. По мнению ибадитов, культ почитания убийцы Али возник у поздних и наиболее крайних течений хариджитов, таких как азракиты, которые, по их словам, отошли от «правильного пути». Современные ибадиты, ровно как и сунниты, осуждают поступок Абдуррахмана и настаивают на невиновности глав хариджитов[65]. Существует также мнение, что Абдуррахман был одним из спасшихся в ходе битвы при Нахраване[66].